# Еманијел Беар
Еманијел Беар (фр. Emmanuelle Béart; Сен Тропе или Гасен, 14. август 1963) француска је глумица. Играла је у преко 60 филмова и серија од 1972. године. Осам пута је била номинована за Сезар, а награду је освојила 1986. године за улогу у филму Manon des Sources као најбоља глумица у споредној улози. Имала је улоге у филмовима: La Belle Noiseuse (1991), Срце зими (1992), Nelly et Monsieur Arnaud (1995), Немогућа мисија (1996), 8 femmes (2002) и другим филмовима.

## Биографија
Рођена је као Еманијел Беар-Асон у Сен Тропеу или Гасену (према различитим изворима), на Француској ривијери, као кћерка Женвјев Галее (псеудоним Женвјев Гијери) — бивше манекенке хрватског, грчког и малтешког поријекла, и Гија Беара — пјевача и пјесника. Породица њеног оца, поријеклом из Египта, била је сефардска; он је касније тражио уточиште у Либану (током свог дјетињства).
Има полусестру, Ев (рођена 1959), са очеве стране, те шесторо полубраће/полусестара са мајчине стране: Иван, Сара и Микис Серијејкс из односа њене мајке са Жан-Ивом Серијејксом; и Оливје Гиспен, Лизон и Шарлот из односа њене мајке са Жан-Жаком Гиспеном.
У посљедњим годинама тинејџерске доби, провела је љетни одмор са породицом која је са енглеског говорног подручја и која је од њеном оцу блиског пријатеља, у Монтреалу. Боравила је са Беверли Мелен и Вилијамом Софином и њихово двоје дјеце Ендруом и Шоном Софин, који су је сматрали веома блиском. Поткрај тог љета, породица је позвала да остане с њима и доврши студије бакалореа на Интернационалном колеџу Мари де Франс. Остали су блиски пријатељи.

### Каријера
Беарова је добила улогу у филму Tomorrow's Children 1976. године. У тинејджерској доби имала је неколико мањих улога на телевизији. По дипломирању на Интернационалном колеџу Мари де Франс у Монтреалу, вратила се у Француску и уписала драмску школу у Паризу. Недуго послије овога, изабрана је први пут као одрасла особа као дио поставе једног филма, а 1986. године стекла је славу улогом уз Ива Монтана, као ћерка-осветница у француском хит-филму Manon des Sources. За свој перформанс, освојила је награду Сезар за најбољу глумицу у споредној улози. У филму Date with an Angel из 1987. године, играла је улогу жене-анђела. Године 1995, освојила је награду Сребрни Св. Георгије за најбољу глумицу на 19. додјели награда Московског интернационалног филмског фестивала, за своју главну улогу у филму Une femme française.
Осим у категорији за најбољу глумицу у споредној улози, такође је номинована за још седам награда Сезар за најобећавајућу и најбољу глумицу. Беарова је имала номинације као најобећавајућа глумица за филмове Un amour interdit (1984) и L'amour en douce (1985); односно, као најбоља глумица за филмове Les enfants du désordre (1989), La Belle Noiseuse (1991), Срце зими (1992), Nelly et Monsieur Arnaud (1995) и Les destinées sentimentales (2000).
У француском издању магазина Elle од дана 5. маја 2003. године, Беарова се — као 39-годишњакиња — појавила нага; свих 550.000 копија распродало се за три дана, чиме је издање постало најбрже распродато издање у дугом историјату модног сјаја магазина и уопште.

### Приватни живот
Средином 1980-их, Беарова је ушла у однос са Данијелом Отејом (с њим је глумила у филмовима L'amour en douce, Manon des Sources, Срце зими и Une femme française); вјенчали су се 1993. године и развели 1995. Беарову су — да је у романтичном односу — повезивали са: музичким продуцентом Давидом Франсоом Мороом (од око 1995. године, након развода од Отеја) и филмским продуцентом Венсаном Мејером (у периоду од око двије године, до његовог самоубиства у мају 2003. године). Она има троје дјеце, укључујући Нели Отеј (рођена око 1993) и Јохана Мороа (рођен око 1996). Вјенчала се са глумцем Микалом Коаном 13. августа 2008. године у Женапу у Белгији, а 2009. године су усвојили дијете из Етиопије по имену Сурафел. Беарова и Коан су се развели 2011. године. Исте године је ушла у романтичну везу са режисером и кинематографом Фредериком Шодјеом.
Осим рада за екран, Беарова је позната по друштвеном активизму. Амбасадорка је UNICEF-а и има излагања у којима се противи антиимиграционој политици Републике Француске. Године 1996. изазвала је лавину медијских натписа, након што је — бранећи права „сан-папјеа” (фр.  — досл. [они] без папира, у значењу ’илегални имигрант(и)’) — избачена након масовног уласка њене групе у париску цркву.
У марту 2012, Беарова је давала изјаве против пластичне хирургије — за Le Monde; говорила је да је зажалила због операције својих усана 1990. када је имала 27 година.

## Филмографија
Филм
| Улоге Еманијел Беар |                 |                                    |                    |                              |
| Година              | Српски назив    | Изворни назив                      | Улога              | Напомена                     |
| 1983                |                 | Premiers désirs                    | Елен               | реж.: Дејвид Хамилтон        |
| 1985                |                 | L'amour en douce                   | Саманта            | реж.: Едуар Молинаро         |
| 1986                |                 | Manon des Sources                  | Манон              | реж.: Клод Бери              |
| 1987                |                 | Date with an Angel                 | жена-анђео         | реж.: Том Маклоклин          |
| 1988                |                 | À gauche en sortant de l'ascenseur | Ева                | реж.: Едуар Молинаро         |
| 1990                |                 | Il viaggio di Capitan Fracassa     | Изабела            | реж.: Еторе Скола            |
| 1991                |                 | La Belle Noiseuse                  | Марјан             | реж.: Жак Ривет              |
| 1991                |                 | J'embrasse pas                     | Ингрид             | реж.: Андре Тешине           |
| 1992                | Срце зими       | Un cœur en hiver                   | Камиј              | реж.: Клод Соте              |
| 1994                |                 | L'Enfer                            | Нели               | реж.: Клод Шаброл            |
| 1995                |                 | Une femme française                | Жан                | реж.: Режис Варнје           |
| 1995                |                 | Nelly et Monsieur Arnaud           | Нели               | реж.: Клод Соте              |
| 1996                | Немогућа мисија | Mission: Impossible                | Клер Фелпс         | реж.: Брајан де Палма        |
| 1998                |                 | Don Juan                           | Елвир              | реж.: Жак Вебер              |
| 1998                |                 | Voleur de vie                      | Алда               | реж.: Ив Анжело              |
| 1999                |                 | Le Temps retrouvé                  | Жилберт            | реж.: Раул Руиз              |
| 1999                |                 | La Bûche                           | Сонја              | реж.: Данјел Томпсон         |
| 1999                |                 | Elephant Juice                     | Џулс               | реж.: Сем Милер              |
| 2000                |                 | Les Destinées sentimentales        | Полин Померел      | реж.: Оливје Асајас          |
| 2001                |                 | La répétition                      | Натали             | реж.: Катерин Корсини        |
| 2002                |                 | 8 femmes                           | Луиз               | реж.: Франсоа Озон           |
| 2002                |                 | Searching for Debra Winger         | Еманијел Беар      | реж.: Розана Аркет           |
| 2003                |                 | Les Égarés                         | Одил               | реж.: Андре Тешине           |
| 2003                |                 | Histoire de Marie et Julien        | Мари Деламбр       | реж.: Жак Ривет              |
| 2003                |                 | Nathalie...                        | Натали / Марлен    | реж.: Ен Фонтејн             |
| 2005                |                 | L'enfer                            | Софи               | реж.: Данис Тановић          |
| 2006                |                 | Un crime                           | Алис Паркер        | реж.: Мануел Прадал          |
| 2007                |                 | Les Témoins                        | Сара               | реж.: Андре Тешине           |
| 2008                |                 | Disco                              | Франс Навар        | реж.: Фабјан Онтанјант       |
| 2008                |                 | Vinyan                             | Жан Белмер         | реж.: Фабрис Ду Велз         |
| 2010                |                 | Nous Trois                         | Мари               | реж.: Рено Бертран           |
| 2010                |                 | Ça commence par la fin             | Габријел           | реж.: Микал Коан             |
| 2011                |                 | Ma compagne de nuit                | Жулија             | реж.: Изабел Брокар          |
| 2012                |                 | Bye Bye Blondie                    | Франсес            | реж.: Виржини Депант         |
| 2012                |                 | Télé gaucho                        | Патрисија Габријел | реж.: Мишел Леклерк          |
| 2013                |                 | Par exemple, Électre               | Крисотемис         | реж.: Жан Балибар, Пјер Леон |
| 2014                |                 | My Mistress                        | Маги / Господарица | реж.: Стивен Ленс            |
| 2014                |                 | Les Yeux jaunes des crocodiles     | Ирис Дупен         | реж.: Сесил Телерман         |
| 2017                |                 | Beyond the Known World             | Луиз               | реж.: Пан Налин              |

### ТВ
- Le grand Poucet (1980)
- Zacharius (1984)
- Raison perdue (1984)
- La femme de sa vie (1986)
- Et demain viendra le jour (1986)
- Les jupons de la révolution (1989) — 1 епизода
- D'Artagnan et les trois mousquetaires (2005)

## Награде и номинације
| Год.             | Награђено                                                               | Категорија                                                              | Резултат   |
| Сезар            | Сезар                                                                   | Сезар                                                                   | Сезар      |
| ---------------- | ----------------------------------------------------------------------- | ----------------------------------------------------------------------- | ---------- |
| 1985             | Un amour interdit                                                       | Најобећавајућа глумица                                                  | Номинација |
| 1986             | L'amour en douce                                                        | Најобећавајућа глумица                                                  | Номинација |
| 1987             | Manon des Sources                                                       | Најбоља глумица у споредној улози                                       | Освојено   |
| 1990             | Les enfants du désordre                                                 | Најбоља глумица                                                         | Номинација |
| 1992             | La Belle Noiseuse                                                       | Најбоља глумица                                                         | Номинација |
| 1993             | Un cœur en hiver                                                        | Најбоља глумица                                                         | Номинација |
| 1996             | Nelly et Monsieur Arnaud                                                | Најбоља глумица                                                         | Номинација |
| 2001             | Les Destinées sentimentales                                             | Најбоља глумица                                                         | Номинација |
| Остале награде   |                                                                         |                                                                         |            |
| 1993             | Un cœur en hiver                                                        | Најбоља страна глумица, награда Давид ди Донатело                       | Освојено   |
| 1995             | Une femme française                                                     | Најбоља глумица, награда МФФ                                            | Освојено   |
| 2002             | 8 femmes                                                                | Најбоља глумица, награда ЕФН                                            | Освојено   |
| Почасна признања |                                                                         |                                                                         |            |
| 2002             | Сребрни медвјед (Берлинале) за истакнут умјетнички допринос за 8 femmes | Сребрни медвјед (Берлинале) за истакнут умјетнички допринос за 8 femmes | Додијељено |
| 2010             | Награда Станиславски                                                    | Награда Станиславски                                                    | Додијељено |
| 2012             | Ред умјетности и писама                                                 | Ред умјетности и писама                                                 | Додијељено |
| 2015             | Национални ред Легије части                                             | Национални ред Легије части                                             | Додијељено |